# بارتيزاني تيرانا
بارتيزاني تيرانا هو نادي كرة قدم في ألبانيا تأسس في 4 فبراير 1946. يلعب في دوري السوبر الألباني.

## وصلات خارجية
- الموقع الرسمي